# Martin Trenaman
Martin Trenaman (nacido en 1962) es un actor y escritor de comedia inglés que ha contribuido a muchas series de comedia modernas. Interpretó al padre de Simon, Alan Cooper, en la comedia The Inbetweeners (2008-10). Repitió el papel del Sr. Cooper para las películas posteriores de Inbetweeners estrenadas en 2011 y 2014.

## Carrera
Trenaman ganó So You Think You're Funny? en 1994 y pasó a escribir material adicional para programas como Head on Comedy, Lenny Henry in Pieces y Haywire, y para comediantes como Harry Enfield, Johnny Vaughan y Phil Kay. El especial de Lenny Henry en el que contribuyó fue ganador de la Rose d'Or de Montreaux en 2001.
A Trenaman se le atribuye el material de redacción de Is It Bill Bailey? y Never Mind the Buzzcocks. Apareció en dos de los shows en vivo de Bailey; con Phil Whelans en Cosmic Jam de Bill Bailey (1996) como parte de la banda "The Stan Ellis Experiment", y en Part Troll (2004) con Kevin Eldon y John Moloney en la parodia de Kraftwerk, "Das Hokey Kokey". También aparece en el DVD Bewilderness de Bailey en la entrevista parodia Legacy of Dreams: With Martin Trenaman. Junto con Bill Bailey, Phil Whelans y Kevin Eldon, es miembro de la banda de versiones de punk rock Beergut 100. También apareció en Spaced, interpretando al enemigo del personaje de Bailey y dueño de una tienda de cómics rival.
Trabajó con Sean Lock, ambos escribiendo material adicional para Is it Bill Bailey? y Never Mind the Buzzcocks, y también coescribiendo la comedia de situación de Sean Lock 15 Storeys High. Trenaman ha contribuido a las 4 series del programa, que incluyen 2 de radio y 2 de televisión. También coprotagoniza la primera serie del programa de radio y hace numerosas apariciones especiales durante la serie de televisión.
En 2004, Trenaman apareció como cerrajero en la primera serie de The Mighty Boosh. Desempeñó el papel de Lance, el gerente, en Phoneshop de E4. Apareció en All at Sea de CBBC y en Noel Fielding's Luxury Comedy.
Recientemente, Trenaman ha escrito para el panel de comedia de Channel 4 8 Out of 10 Cats Does Countdown y para la comedia infantil de la BBC Horrible Histories. También interpretó a Ken en la cuarta temporada de la premiada comedia británica So Awkward.
En 2019, Trenaman apareció en la serie de Acorn TV Queens of Mystery como Derek Thorne.
En 2020, apareció como DS Ferguson en el drama de ITV Quiz, basado en el incidente de la vida real de 2001 cuando el mayor Charles Ingram intentó hacer trampa para ganar un millón de libras en el programa de preguntas Who Wants to be a Millionaire?.

## Vida personal
Trenaman es partidario del Southend United Football Club.